# 东升满族蒙古族乡
东升满族蒙古族乡是中华人民共和国辽宁省沈阳市康平县下辖的一个民族乡。

## 行政区划
东升满族蒙古族乡下辖以下村级行政区划单位：
胜官屯村、五家子村、东升村、历家窝堡村、吴家窝堡村、善友屯村、靠山屯村、大房身村、南小陵村和雷家窝堡村。